# Cezary Czesław Jindra
Cezary Czesław Jindra (ur. 1890, zm. 1969) – pionier skautingu w Polsce.

## Życiorys
Ojciec był Czechem, z zawodu krawcem damskim, matka – Polką. W 1909 mając 19 lat, wstąpił do Towarzystwa Gimnastycznego „Sokół”.
Inicjator oraz współorganizator pierwszej jednostki skautowej w Poznaniu – zastępowy zastępu skautowego „PIAST”. Za działalność skautową w 1913 roku wyrokiem sądu wydalony z zaboru pruskiego. Po powrocie do Poznania wraca do struktur skautowych, a w 1918 roku uczestniczy w składzie 1 kompanii skautowej – w powstaniu wielkopolskim.
11 kwietnia 1940 roku aresztowany i wysłany do obozu koncentracyjnego w Dachau (KL). Po 1945 roku instruktor i działacz harcerski.
Odznaczony dwukrotnie Krzyżem Walecznych, Krzyżem Niepodległości, Medalem Zwycięstwa i Wolności, Krzyżem Kawalerskim Orderu Odrodzenia Polski, Harcerską Odznaką „Wdzięczności”, Honorową Odznaką Ruchu Przyjaciół Harcerstwa oraz był posiadaczem „Ryngrafu za owocną działalność niepodległościową w latach 1912–1920”.
Wspomnienie żony Teresy:
Mieszkaliśmy na Chwaliszewie numer 2 w małym pokoiku, gdyż nasze mieszkanie przy ulicy Polnej 5 zostało przez Niemców skonfiskowane. Przyjechali po Jindrę w nocy o godzinie 3.00 Czarną limuzyną sześciu gestapowców. W czasie, gdy Jindra się ubierał rewidowali całe mieszkanie, nawet u tych ludzi, u których mieszkaliśmy. Nic nie znaleźli, a Jindrę zabrano. Był dwa tygodnie w forcie VII, dokąd ja codziennie nosiłam żywność i bieliznę. Na odbiór paczki czekałam do pięciu godzin na deszczu i zimnie (byłam w czwartym miesiącu ciąży). Było nas tam kilkuset ludzi, aby dowiedzieć się czy najbliższa osoba jest jeszcze w forcie. Po dwóch tygodniach Jindra został z innymi więźniami wywieziony. Jego wyniesiono do wagonu na prymitywnych noszach tak był zbity, zakrwawiony i pogryziony przez psy. Ubranie miał w strzępach. Gestapowcy naigrywali się z niego, że jest w stroju baletnicy. Przed wywiezieniem więźniów urządzili pijani gestapowcy dwie noce tzw. Noce św. Bartłomieja na dziedzińcu fortu, goniąc, bijąc i szczując psami więźniów. 20 Kwietnia wywieziono kilkuset do Dachau i tam ich posegregowano. O tym dowiedziałam się w Domu Żołnierza, dokąd poszłam się pytać o męża tam powiedziano mi, że Jindra był „Największym zbrodniarzem Poznania” i znajduje się w Dachau skąd otrzymałam wiadomość od niego. W maju otrzymałam pierwszy list, w którym pisał, aby do domu nie wpuszczać niejakiego Czesława Grabskiego, gdyż jemu zawdzięcza, że znajduje się w Dachau. Jindra w Dachau przebywał jako numer 3733 pięć lat i miesiąc. W obozie był królikiem doświadczalnym. Operacje, którą na nim przeprowadzono spowodowała stałe cierpienia. 22 lipca 1945 roku wrócił mąż do domu, bardzo schorowany o wadze 46 kilogramów. W domu zachowywał się dziwnie. Na moje pytanie, co go gnębi dawał wykrętne odpowiedzi. Ja sądziłam, że po wypoczynku zmieni się zachowanie u niego. Niestety po kilku tygodniach nareszcie powiedział mi, że jest chory, gdyż w Dachau przechodził różne badania, otrzymywał różne zastrzyki na „wzmocnienie”. Na moje pytania, jakie badania i zastrzyki otrzymywał, milczał. Nie chciał nic mówić, twierdził, że to był zły sen, który minął i już nie wróci. Przyznał się, że mężem dla niej już nie może być, on odejdzie, a ja mam sobie życie od nowa budować. Naturalnie nie zgodziłam się na rozłąkę. Kochałam męża i dzieci ojca również. Dopiero, gdy 31. 10. 1969 r. zmarł, dr Piekarski przy oględzinach zwłok stwierdził straszna operacje. Wielkie cięcie całego podbrzusza. Mąż umierał w strasznych cierpieniach, gdyż pękły całe narządy jak szklana kula i leżał we krwi. Nie mogę zrozumieć, dlaczego był tak skryty i nie starał się, aby za swoje cierpienie otrzymać odszkodowania. Zostawił mnie w nie najlepszych warunkach.